# German Bowl XXXI
German Bowl XXXI war die 31. Ausgabe des Endspiels in der höchsten deutschen Footballliga German Football League (GFL). Der German Bowl fand am 3. Oktober 2009 zwischen den Berlin Adler und den Kiel Baltic Hurricanes in der Commerzbank-Arena in Frankfurt am Main statt, somit war es das erste Finale seit 13 Jahren ohne Beteiligung der Braunschweig Lions. Das Spiel wurde live vom Deutschen Sportfernsehen übertragen. Die Berlin Adler konnten sich mit 28:21 durchsetzen.  Für sie war es der sechste nationale Meistertitel.  Die Baltic Hurricanes mussten sich wie im Vorjahr geschlagen geben.

## Spielverlauf
Die ersten Punkte des Spiels fielen im ersten Viertel für die Hurricanes, als Simon Sommerfeld für 41 Yards zum Touchdown lief. Erst im zweiten Viertel folgten die nächsten Punkte. Berlins Kicker Benjamin Scharweit verwandelte ein 36 Yards langes Field Goal zum 3:7. Nach einem Touchdown durch einen Pass vom US-amerikanischen Quarterback Jon Grant an Pascal Heck zum 10:7 ging es in die Halbzeit. Im dritten Viertel konnten die Kieler durch einen Lauf von Brandon Langston punkten und wieder in Führung gehen. Darauf folgte ein 42-Yard-Field-Goal der Adler zum 13:14. Kyle Callahan, Quarterback der Hurricanes, konnte im vierten Viertel einen Touchdown-Pass auf Philipp Heider werfen, was zum 13:21 führte. Durch einen Touchdown durch den Berliner Runningback David McCants mit anschließender Two-Point Conversion zogen beide Mannschaften gleich. Der Endstand von 28:21 stand nach einem weiteren Touchdown-Lauf McCants’ fest.

## Scoreboard
| Berlin Adler | Kiel Baltic Hurricanes | Team                   | Spielzug                                                  | Spielzug                                                  | Spielzug                                                  | Spielzug                                                  |
| ------------ | ---------------------- | ---------------------- | --------------------------------------------------------- | --------------------------------------------------------- | --------------------------------------------------------- | --------------------------------------------------------- |
| 1. Quarter   |                        |                        |                                                           |                                                           |                                                           |                                                           |
| 0            | 7                      | Kiel Baltic Hurricanes | 10 Yard TD-Lauf von S. Sommerfeld (PAT gut)               | 10 Yard TD-Lauf von S. Sommerfeld (PAT gut)               | 10 Yard TD-Lauf von S. Sommerfeld (PAT gut)               | 10 Yard TD-Lauf von S. Sommerfeld (PAT gut)               |
| 2. Quarter   |                        |                        |                                                           |                                                           |                                                           |                                                           |
| 3            | 7                      | Berlin Adler           | 23 Yard Field Goal durch B. Scharweit                     | 23 Yard Field Goal durch B. Scharweit                     | 23 Yard Field Goal durch B. Scharweit                     | 23 Yard Field Goal durch B. Scharweit                     |
| 10           | 7                      | Berlin Adler           | 4 Yard TD-Pass von J. Grant auf P. Heck (PAT gut)         | 4 Yard TD-Pass von J. Grant auf P. Heck (PAT gut)         | 4 Yard TD-Pass von J. Grant auf P. Heck (PAT gut)         | 4 Yard TD-Pass von J. Grant auf P. Heck (PAT gut)         |
| 3. Quarter   |                        |                        |                                                           |                                                           |                                                           |                                                           |
| 10           | 14                     | Kiel Baltic Hurricanes | 37 Yard TD-Pass von K. Callahan auf B. Langston (PAT gut) | 37 Yard TD-Pass von K. Callahan auf B. Langston (PAT gut) | 37 Yard TD-Pass von K. Callahan auf B. Langston (PAT gut) | 37 Yard TD-Pass von K. Callahan auf B. Langston (PAT gut) |
| 13           | 14                     | Berlin Adler           | 43 Yard Field Goal durch B. Scharweit                     | 43 Yard Field Goal durch B. Scharweit                     | 43 Yard Field Goal durch B. Scharweit                     | 43 Yard Field Goal durch B. Scharweit                     |
| 4. Quarter   |                        |                        |                                                           |                                                           |                                                           |                                                           |
| 13           | 21                     | Kiel Baltic Hurricanes | 9 Yard TD-Pass von K. Callahan auf P. Heider (PAT gut)    | 9 Yard TD-Pass von K. Callahan auf P. Heider (PAT gut)    | 9 Yard TD-Pass von K. Callahan auf P. Heider (PAT gut)    | 9 Yard TD-Pass von K. Callahan auf P. Heider (PAT gut)    |
| 21           | 21                     | Berlin Adler           | 3 Yard TD-Lauf durch D. McCants (T-P Conv. gut)           | 3 Yard TD-Lauf durch D. McCants (T-P Conv. gut)           | 3 Yard TD-Lauf durch D. McCants (T-P Conv. gut)           | 3 Yard TD-Lauf durch D. McCants (T-P Conv. gut)           |
| 21           | 28                     | Berlin Adler           | 11 Yard TD-Lauf durch D. McCants (PAT gut)                | 11 Yard TD-Lauf durch D. McCants (PAT gut)                | 11 Yard TD-Lauf durch D. McCants (PAT gut)                | 11 Yard TD-Lauf durch D. McCants (PAT gut)                |